# キイチゴ属
キイチゴ属（きいちごぞく、学名：Rubus L.は、バラ科の属の1つ。キイチゴ（木苺・黄苺・懸鉤子、英語: Bramble）と総称される。ラズベリー (Raspberry)、ブラックベリー (Blackberry) などの栽培種群に代表される、数十〜数百種（研究者により大きく違う）が属する。木苺とよばれるのは草苺に対して名付けられたもので、木本であり、特に果実が食用になるものを指す。果実は多くの粒が集まってつくのが特徴である。

## 分布
主に北半球の寒帯から温帯に多く見られる。

## 特徴
キイチゴ属は種の数がとても多く、ほとんどは小柄ながら木質化した茎を持つ落葉性低木で、一部に常緑や匍匐性のもの、草本がある。茎や葉に棘を持つものも多い。
雌蘂は多数の心皮からなり、それぞれが独立した果汁を含んだ粒の形になる。したがって、果実はそのような粒の塊に見える。果実は味はいろいろであるが食べられるものが多く、いわゆる野いちごは大部分がこの属のものである。

## 栽培と利用
ラズベリー (Raspberry)、ブラックベリー (Blackberry) の2つが主な栽培系統である。
ラズベリーの原生種はヨーロッパと北米に分布し、ヨーロッパの種が栽培化され、のちに北米の種も栽培化された。寒冷地に適す。
ブラックベリーの原生種は西アジア、ヨーロッパ、アフリカ、南北アメリカと広い範囲に自生し、北米の数種が栽培化された。寒さに弱く、温暖な地に適す。
日本では古代から室町時代ごろまでは栽培されていたが、その系統は途絶えている。現在の日本では欧米のラズベリーやブラックベリーが小規模に栽培されているのみである。
キイチゴ類の果実は生食でき、ケーキの飾り、シロップ漬け、ジャムやジュース、果実酒・リキュールなどの原料として利用されることが多い。
ゴショイチゴやクマイチゴ、トックリイチゴの未熟果を乾燥したものは覆盆子と呼ばれ生薬として使われる。
ラズベリーの葉はハーブティ（ラズベリーリーフティ）として、ゴショイチゴの変種Rubus chingii var. suavissimusの葉は甜茶（甜葉懸鈎子）として利用される。
キイチゴ類の果実の抽出物や種子油は、収斂作用や保湿などの効果を期待して化粧品原料としても利用される。

## 分類
キイチゴ属は分化が激しく雑種も多いため、種の認定には諸説ある。大きく数十種にわけそれぞれに多数の亜種や変種を認める説や、細かく数百種にわけそれらをいくつかの亜属や節に分類する説などがある。
たとえば、細かく分けるとヨーロッパ産の Rubus idaeus （ヨーロッパキイチゴ）とアメリカ産の Rubus strigosus （アメリカイチゴ）は別種だが、大きく分けるなら Rubus idaeus 1種となる。
次に示す分類は、細かく分けたものである。属を13亜属に分け、そのうち最大のRubus亜属（ブラックベリーとデューベリーの仲間）はさらに12節に分けている。

### 主な種
キイチゴ属の主な種を以下に示す。日本に産する代表的な種に、モミジイチゴ、ナワシロイチゴ、カジイチゴ、クサイチゴなどがある。
- Anoplobatus 亜属
  - Rubus aboriginum - Garden Dewberry
  - Rubus deliciosus - Boulder Raspberry, Delicious Raspberry
  - Rubus odoratus - ハナイチゴ (Purple-flowering Raspberry, Flowering Raspberry, Virginia Raspberry)
  - Rubus parviflorus - シンブルベリー (Thimbleberry)
- Chamaebatus 亜属
  - Rubus nivalis - Snow Raspberry
  - Rubus pectinellus - コバノフユイチゴ
- Chamaemorus 亜属
  - Rubus chamaemorus - ホロムイイチゴ(Cloudberry, Bakeapple)
- Comaropsis 亜属
- Cyclactis 亜属
  - Rubus ikenoensis - ゴヨウイチゴ
  - Rubus pedatus - コガネイチゴ
  - Rubus pseudojaponicus - ヒメゴヨウイチゴ
  - Rubus saxatilis - Stone Bramble
- Diemenicus 亜属
- Dalibardastrum 亜属
- Idaeobatus 亜属 - ラズベリー (Raspberry)
  - Rubus boninensis - イオウトウキイチゴ（オガサワラカジイチゴ）
  - Rubus chingii - ゴショイチゴ、テンヨウケンコウシ（甜葉懸鈎子）
  - Rubus cockburnianus
  - Rubus corchorifolius - ビロードイチゴ
  - Rubus coreanus - トックリイチゴ（英語版、フランス語版）
  - Rubus crataegifolius - クマイチゴ (Korean Raspberry)
  - Rubus croceacanthus - オオバライチゴ
  - Rubus ellipticus - キミノヒマラヤキイチゴ、オニイチゴ、ヒマラヤンラズベリー(Yellow Himalayan Raspberry) 世界の侵略的外来種ワースト100選定種
  - Rubus grayanus - リュウキュウイチゴ
  - Rubus hawaiensis - ʻākala （ハワイ語）
  - Rubus hirsutus - クサイチゴ
  - Rubus idaeus - ヨーロッパキイチゴ、フランボワーズ (European Raspberry, Framboise)
  - Rubus illecebrosus - バライチゴ
  - Rubus koehneanus - ミヤマニガイチゴ
  - Rubus leucodermis - Blackcap Raspberry, Black Raspberry, Whitebark Raspberry
  - Rubus macraei
  - Rubus mesogaeus - クロイチゴ
  - Rubus microphyllus - ニガイチゴ
  - Rubus minusculus - ヒメバライチゴ
  - Rubus niveus - Mysore Raspberry, Ceylon Raspberry, Hill Raspberry
  - Rubus occidentalis - ブラックラズベリー、クロミキイチゴ (Black Raspberry)
  - Rubus palmatus - ナガバモミジイチゴ（本種）、モミジイチゴ（変種）

ナガバモミジイチゴは西日本に分布する本種。モミジイチゴは東日本に分布する地理変異種。
- - Rubus parvifolius - ナワシロイチゴ
  - Rubus pseudoacer - ミヤマモミジイチゴ
  - Rubus peltatus - ハスノハイチゴ
  - Rubus phoenicolasius - エビガライチゴ（ウラジロイチゴ） (Japanese Wineberry, Wineberry)
  - Rubus pungens - サナギイチゴ
  - Rubus ribisoideus - ハチジョウイチゴ
  - Rubus rosifolius - トキンイバラ (West Indian Raspberry)
  - Rubus spectabilis - サーモンベリー (Salmonberry)
  - Rubus strigosus - アメリカイチゴ (American Red Raspberry, American Raspberry)
  - Rubus sumatranus - コジキイチゴ
  - Rubus trifidus - カジイチゴ
  - Rubus yabei - ミヤマウラジロイチゴ
  - Rubus yoshinoi - キビナワシロイチゴ
  - Rubus vernus - ベニバナイチゴ
- Lampobatus 亜属
- Malachobatus 亜属
  - Rubus amamianus - アマミフユイチゴ、コバノアマミフユイチゴ（変種）

アマミフユイチゴは奄美大島と徳之島の高地に分布する本種。コバノアマミフユイチゴは奄美大島の渓流に分布する変種。
- - Rubus buergeri - フユイチゴ
  - Rubus hakonensisi - ミヤマフユイチゴ
  - Rubus hatsushimae - ツクシアキツルイチゴ
  - Rubus lambertianus - シマバライチゴ
  - Rubus sieboldii - ホウロクイチゴ (Molucca Raspberry)
  - Rubus swinhoei - タイワンウラジロイチゴ、クワノハイチゴ
- Micranthobatus 亜属
- Orobatus 亜属
- Rubus 亜属 （Eubatus 亜属） - 広義のブラックベリー (Blackberry) とデューベリー (Dewberry)
  - Allegheniensis 節
    - Rubus allegheniensis - Allegheny Blackberry

  - Arguti 節
    - Rubus pensilvanicus

  - Caesii 節
    - Rubus caesius - オオナワシロイチゴ (European Dewberry)

  - Canadenses 節
    - Rubus canadensis - Canadian Blackberry

  - Corylifolii 節
  - Cuneifolii 節
    - Rubus cuneifolius - Sand Blackberry

  - Flagellares 節
  - Hispidi 節
    - Rubus hispidus - Swamp Dewberry, Bristly Dewberry, Bristly Groundberry, Groundberry, Hispid Swamp Blackberry, Running Swamp Blackberry

  - Rubus 節
    - Rubus armeniacus - Armenian Blackberry, Himalayan Blackberry
    - Rubus arcticus - チシマイチゴ (Arctic Raspberry, Arctic Bramble)
    - Rubus fruticosus - 狭義のブラックベリー、セイヨウヤブイチゴ (Common Blackberry) ※さらにいくつかの種に分割されることが多い
    - Rubus laciniatus - キレハブラックベリー (Cutleaf Evergreen Blackberry, Evergreen Blackberry)

  - Setosi 節
  - Ursini 節
    - Rubus ursinus - California Blackberry, Pacific Blackberry

  - Verotriviales 節
- 雑種
  - Rubus × loganobaccus - ローガンベリー (Loganberry)
  - Rubus × medius - ヒメカジイチゴ
  - Rubus × nishimuranus - ハチジョウクサイチゴ
  - Rubus ursinus × idaeus - ボイセンベリー (Boysenberry)
  - Rubus amamianus × sieboldii - オオアマミノフユイチゴ

## ギャラリー

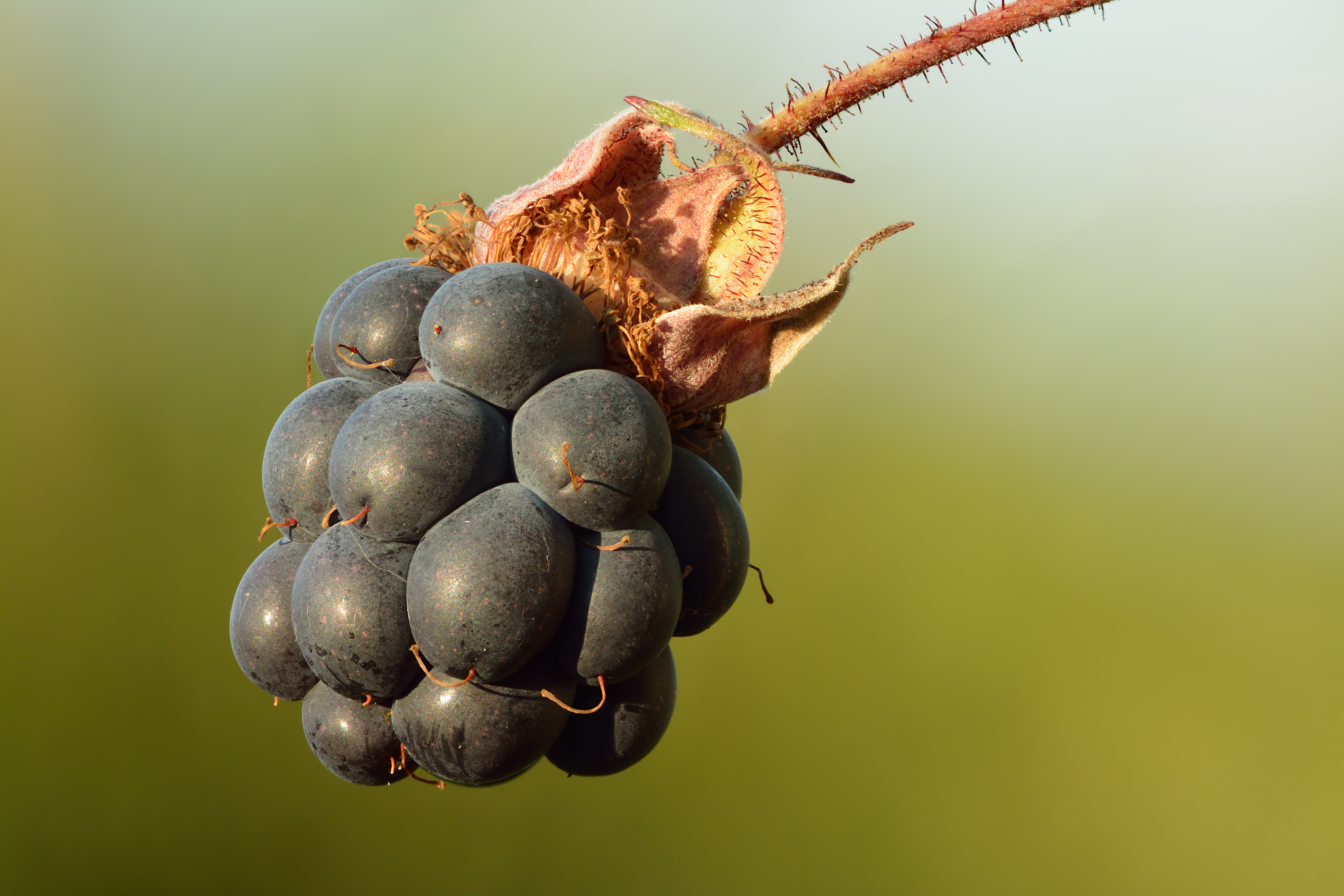
オオナワシロイチゴ Rubus caesius
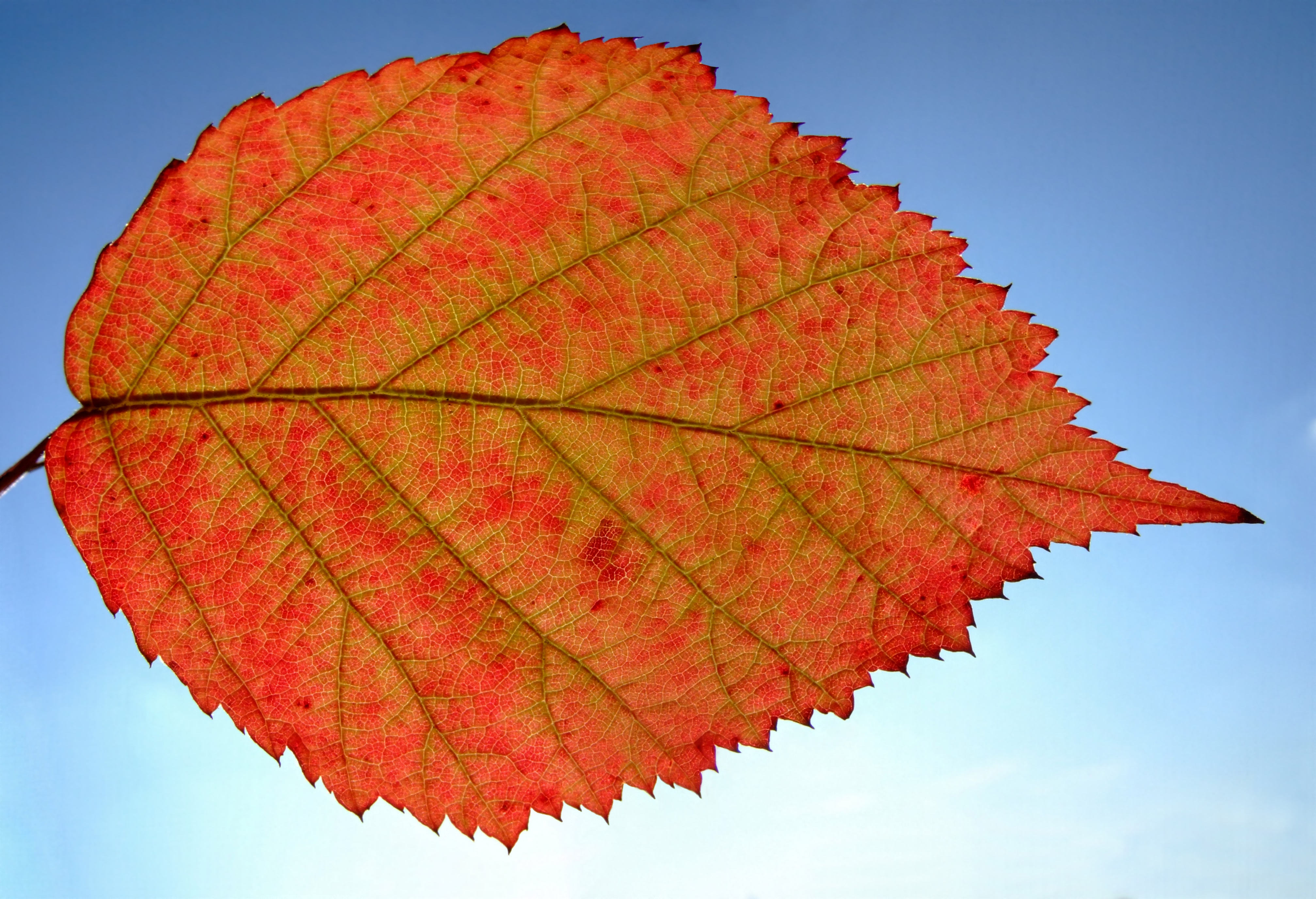
R. caesius
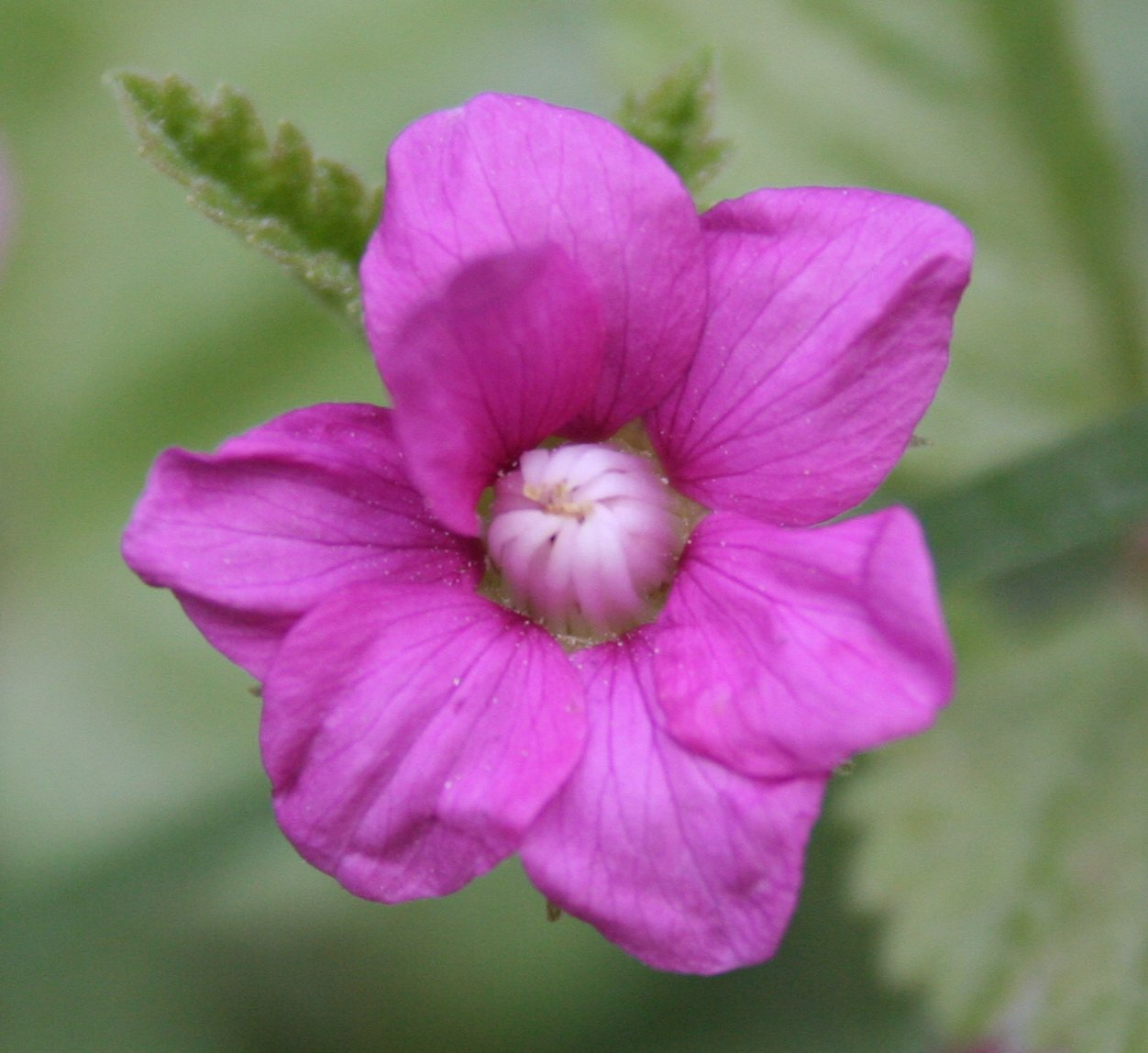
チシマイチゴ R. arcticus
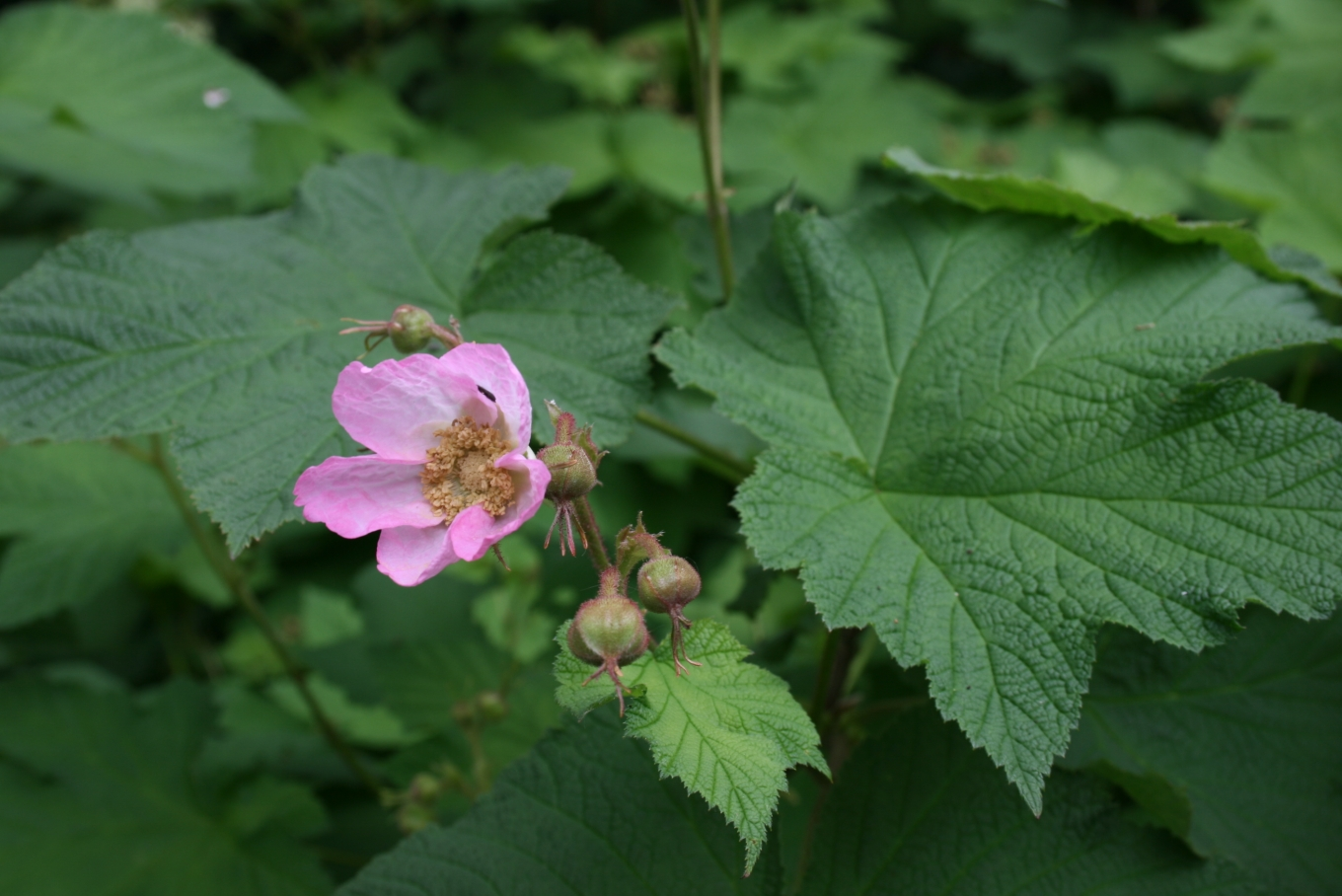
ハナイチゴ R. odoratus
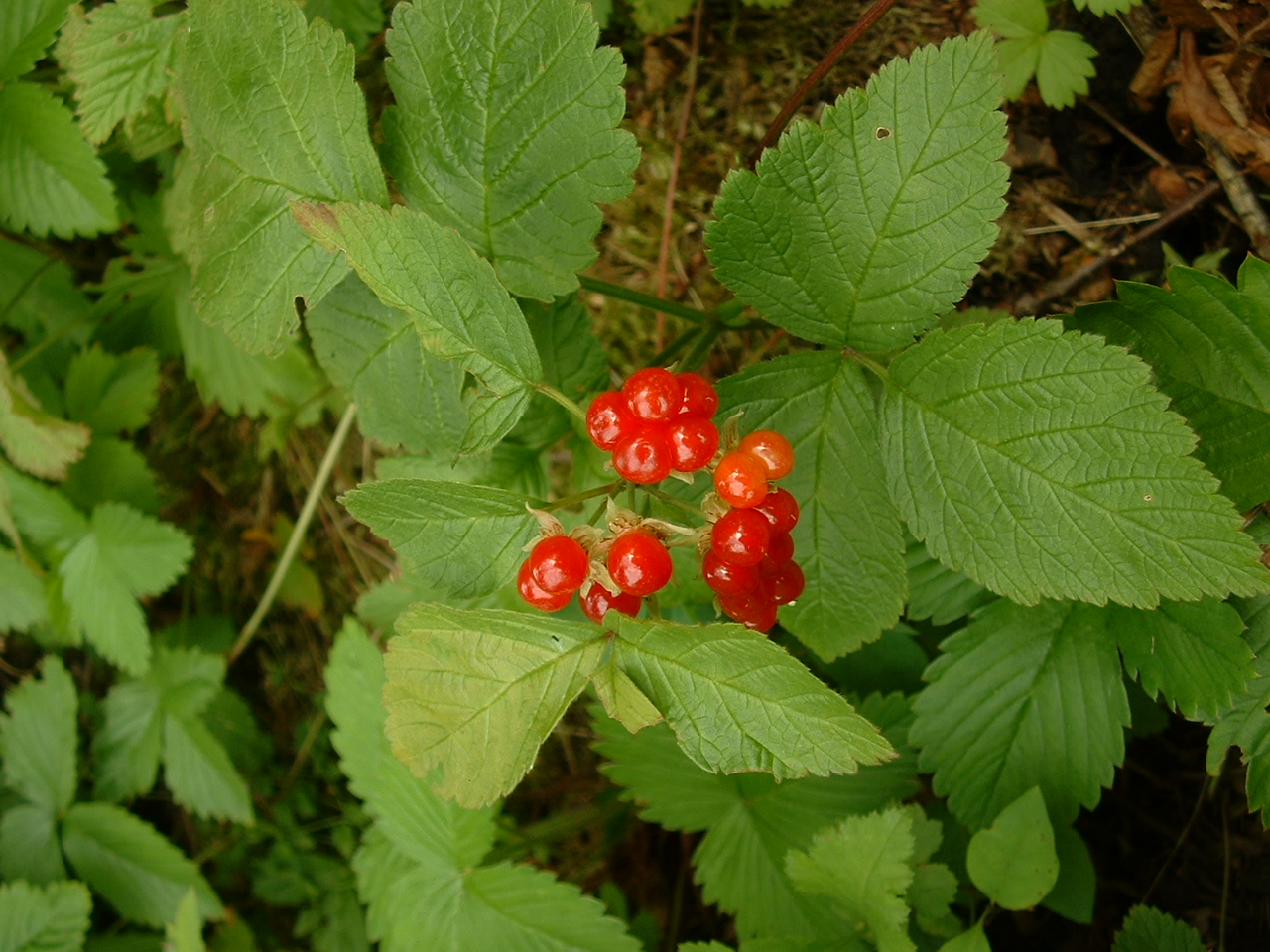
R. saxatilis
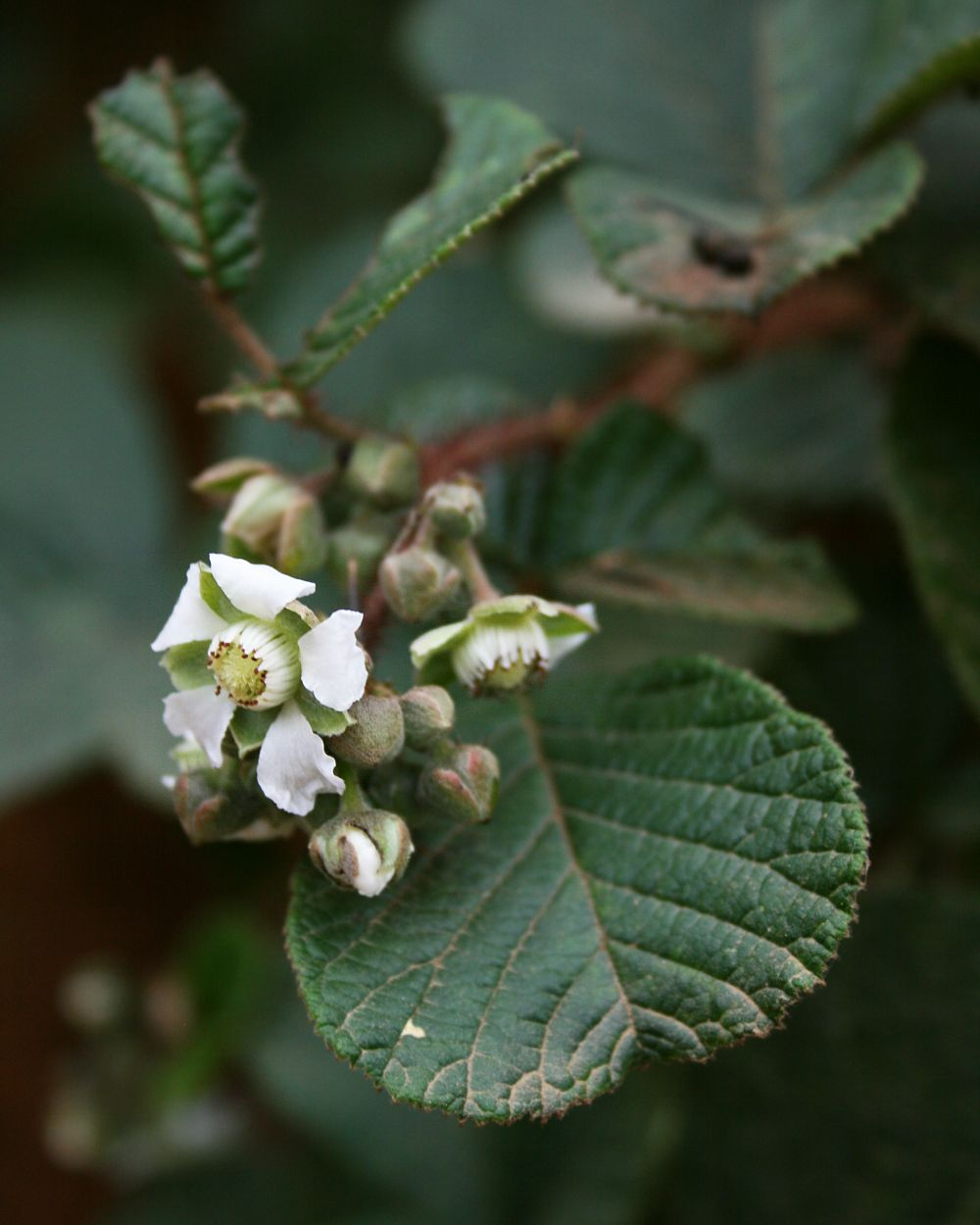
キミノヒマラヤキイチゴ R. ellipticus var. obcordatus
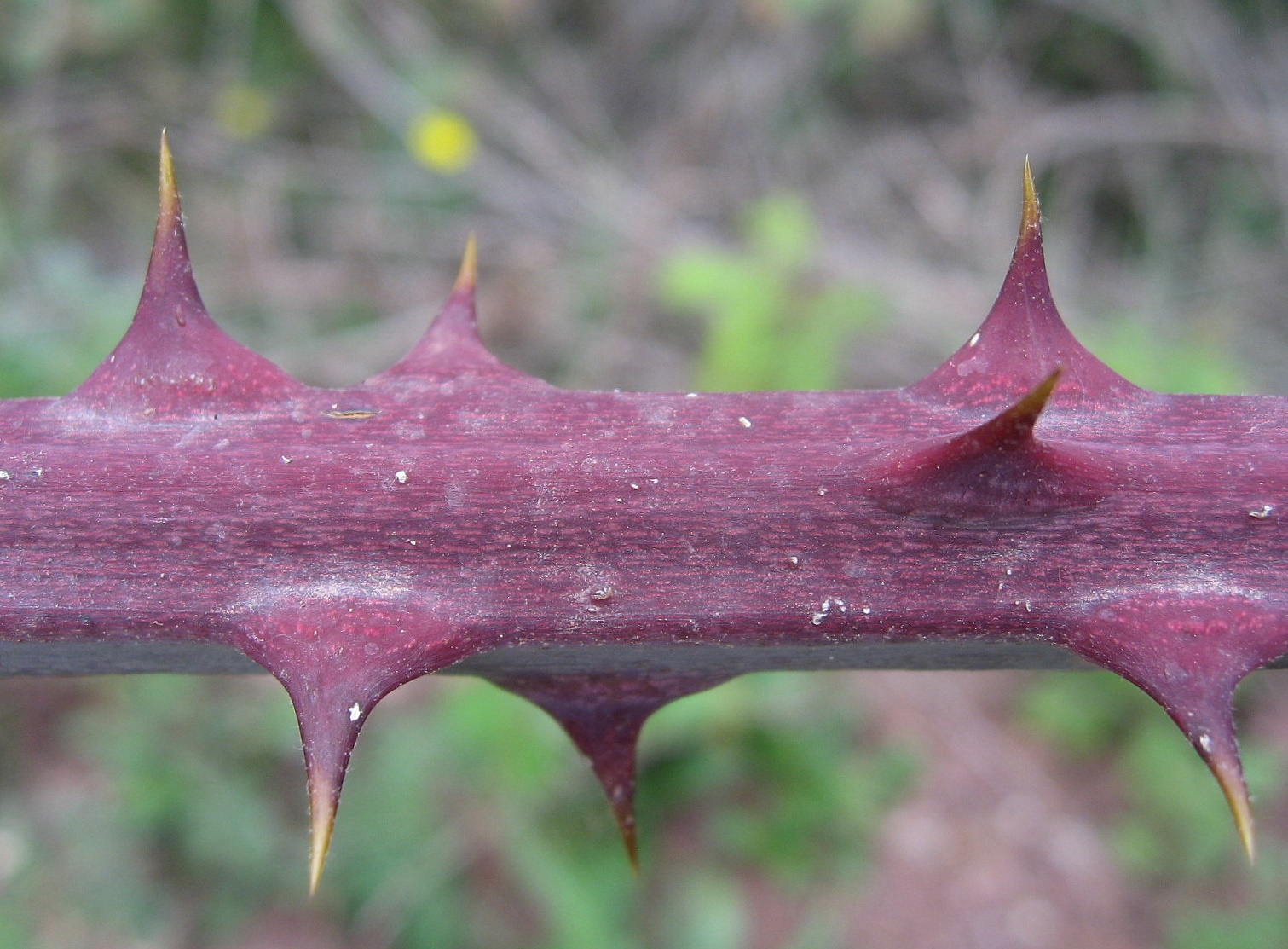
R. ulmifolius
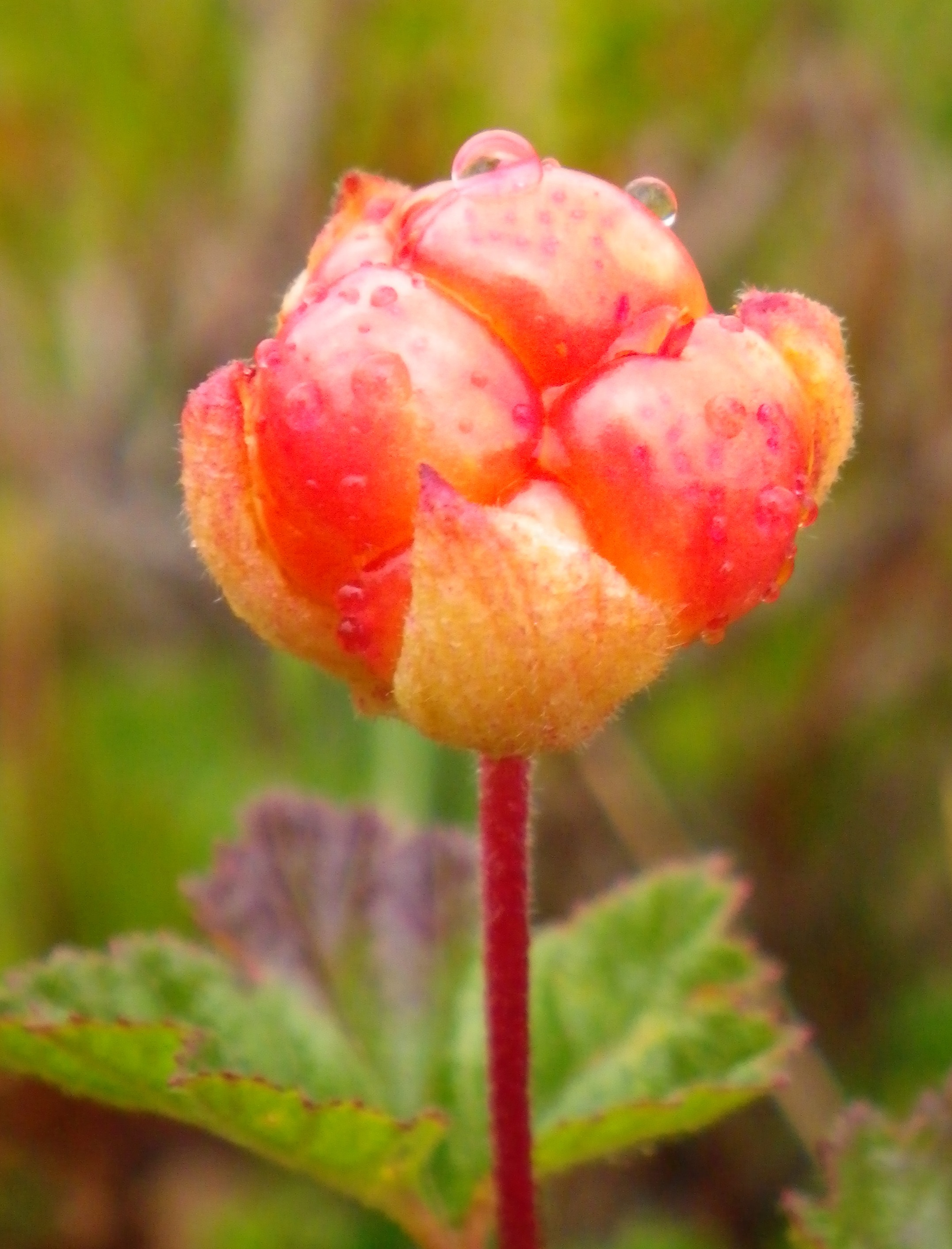
ホロムイイチゴ R. chamaemorus
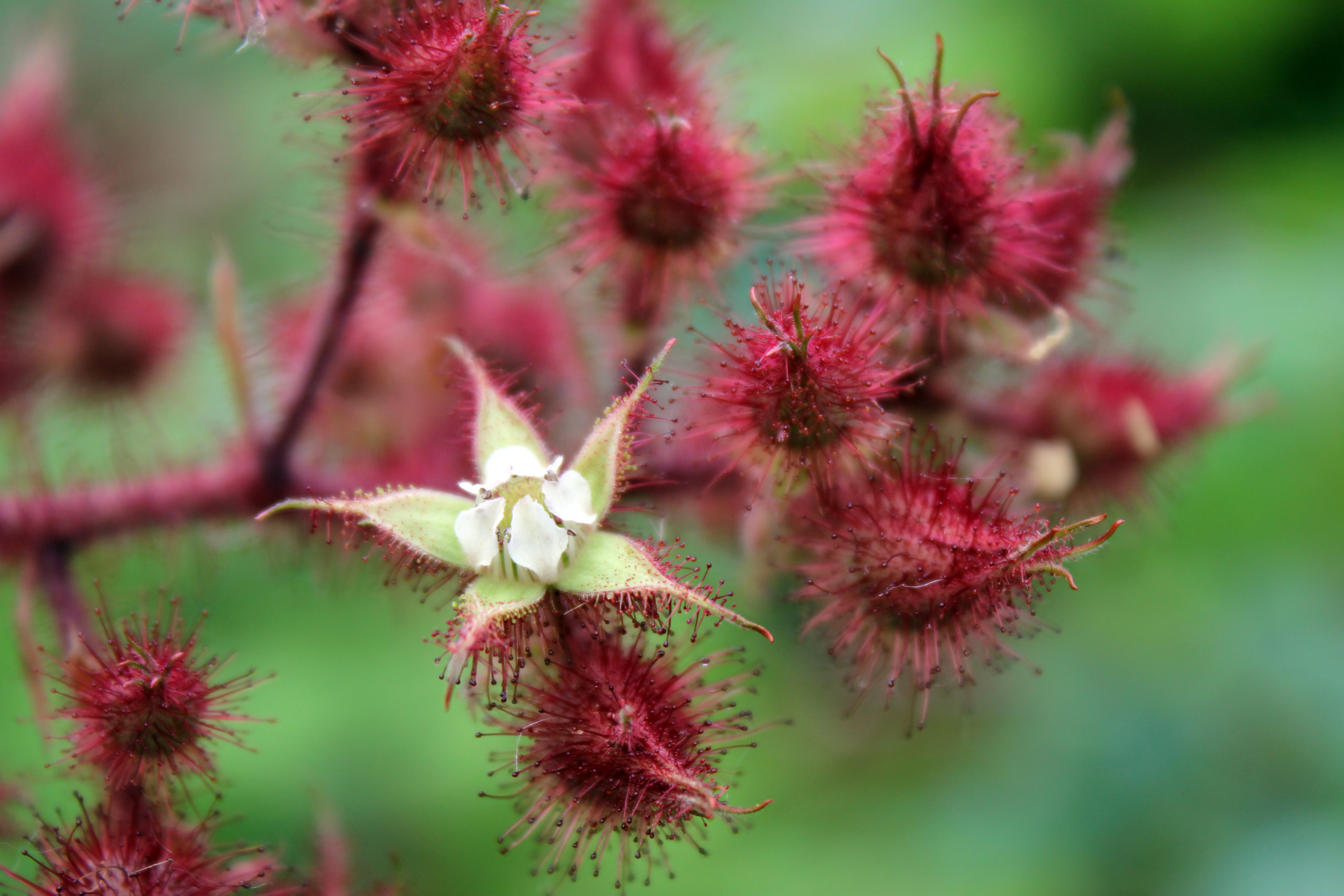
エビガライチゴ R. phoenicolasius
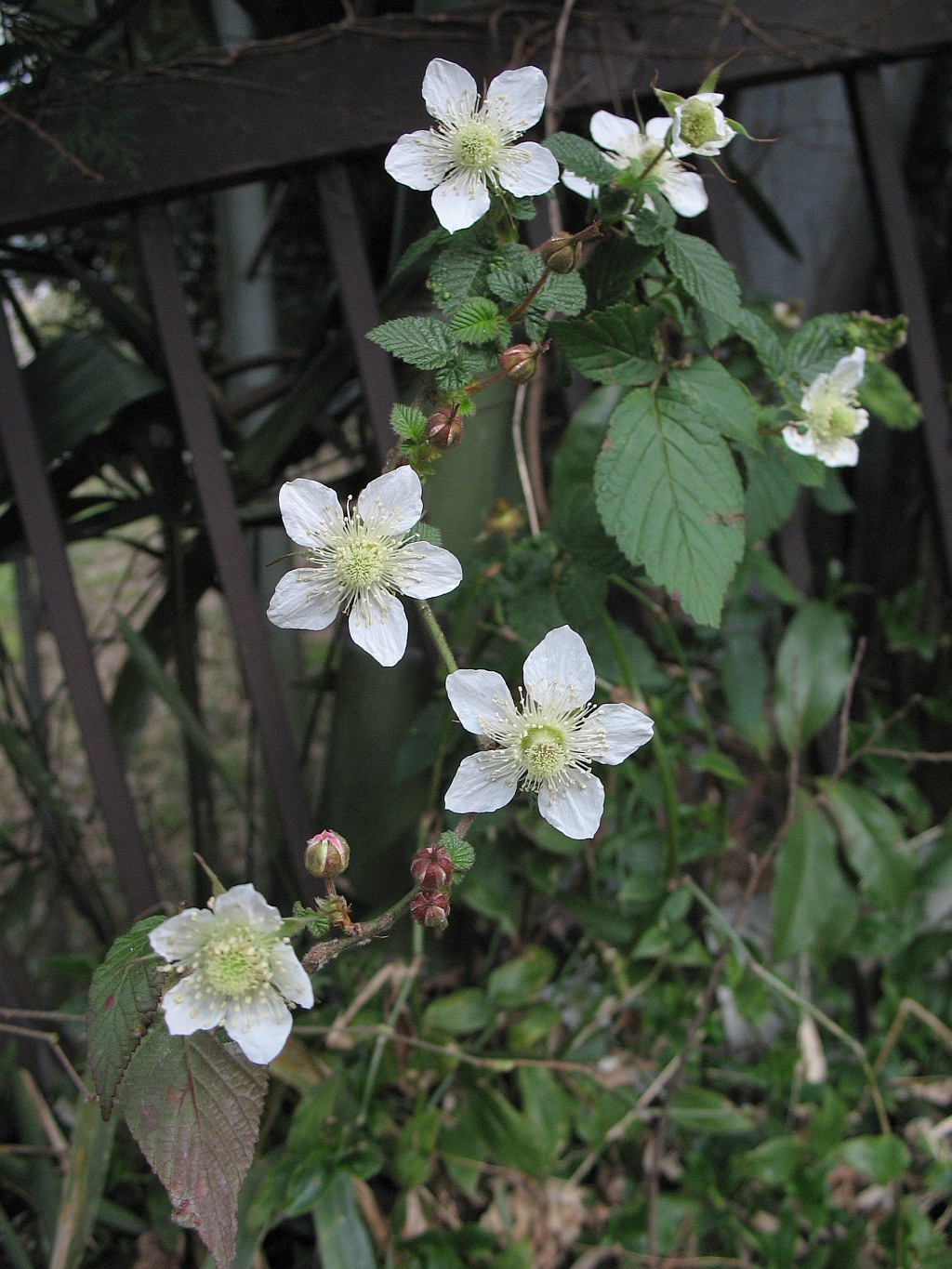
クサイチゴ R. hirsutus
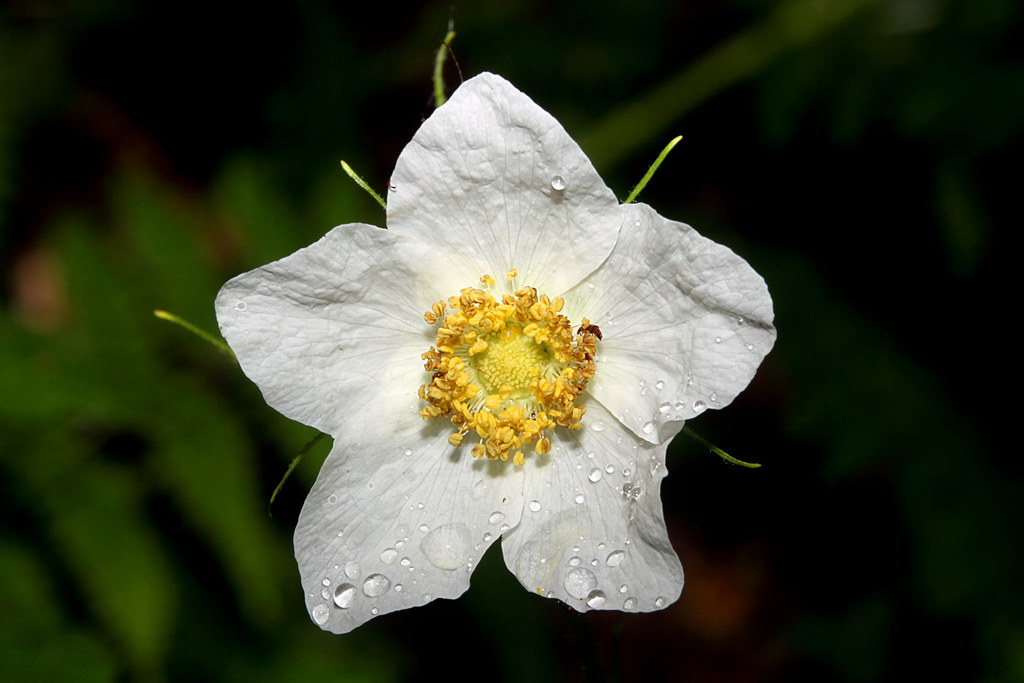
シンブルベリー R. parviflorus
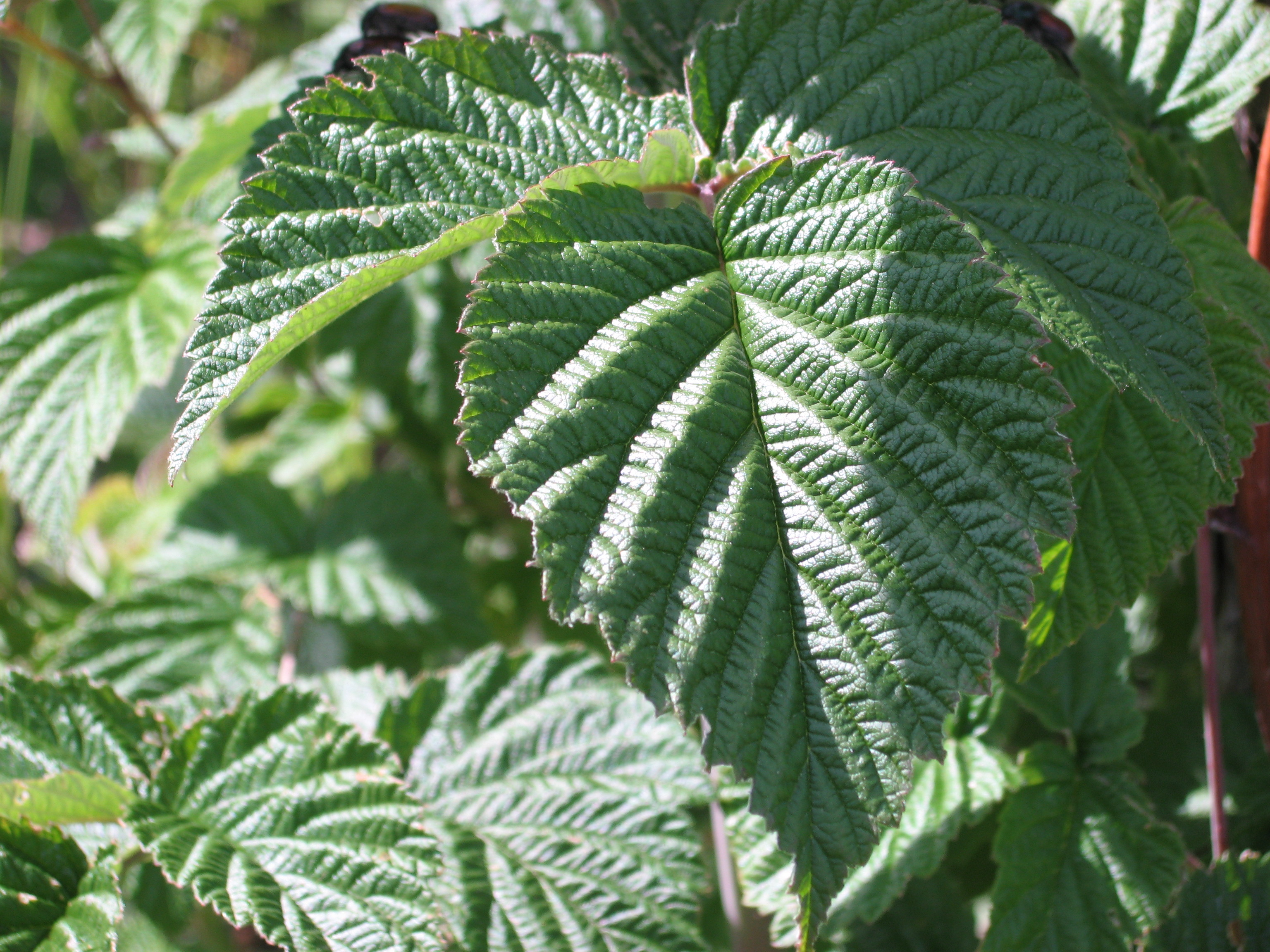
ヨーロッパキイチゴ R. idaeus
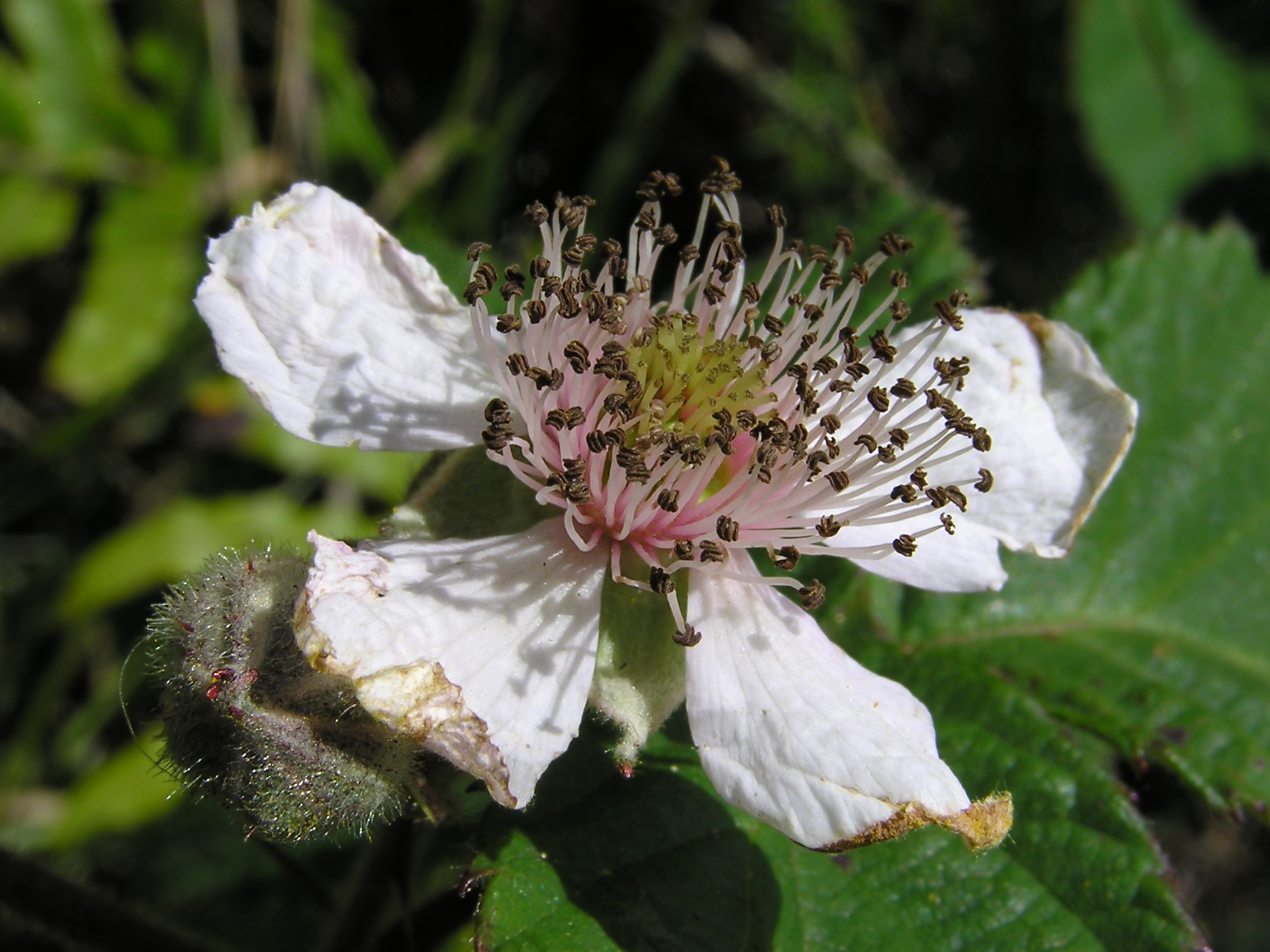
セイヨウヤブイチゴ R. fruticosus
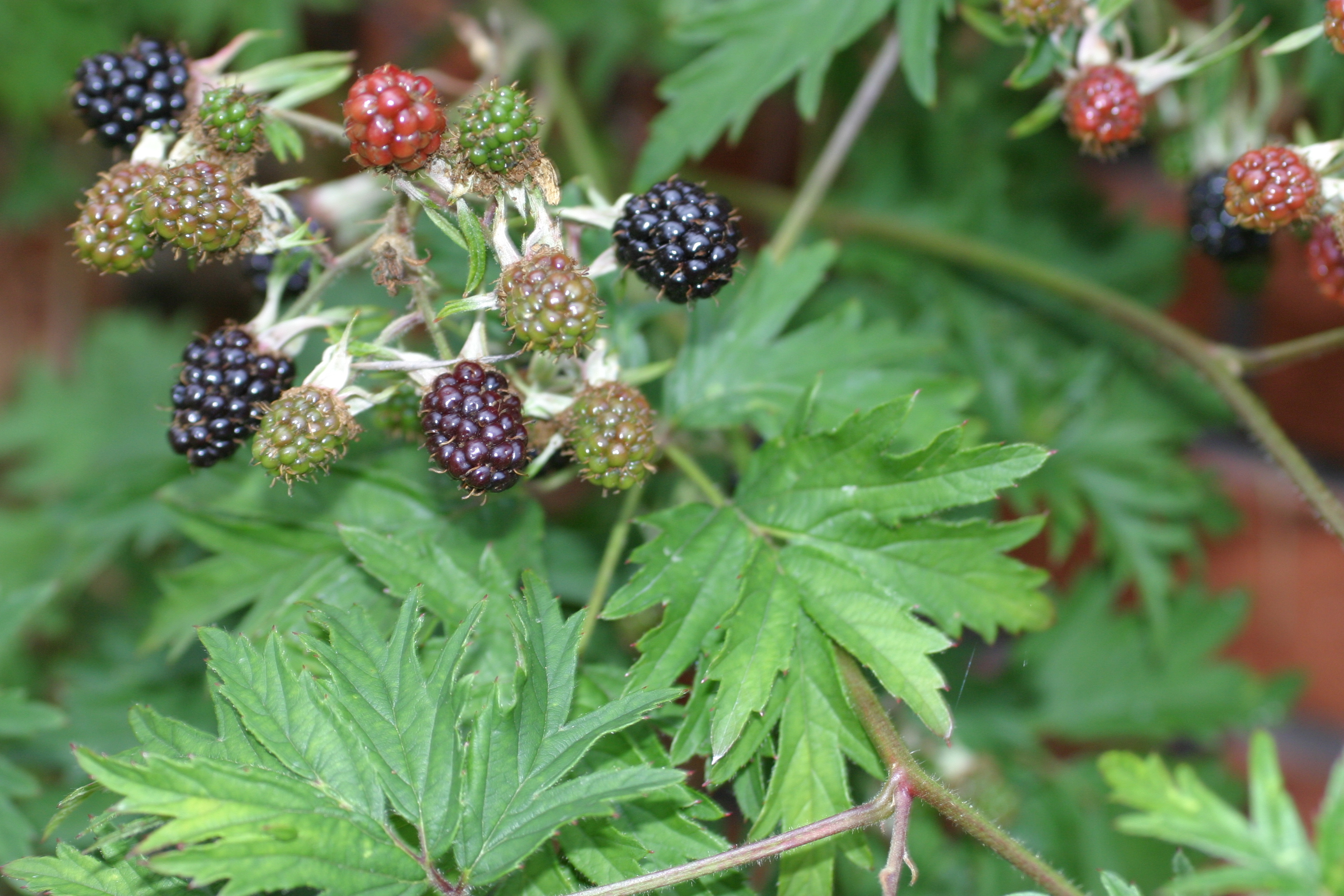
キレハブラックベリー R. laciniatus
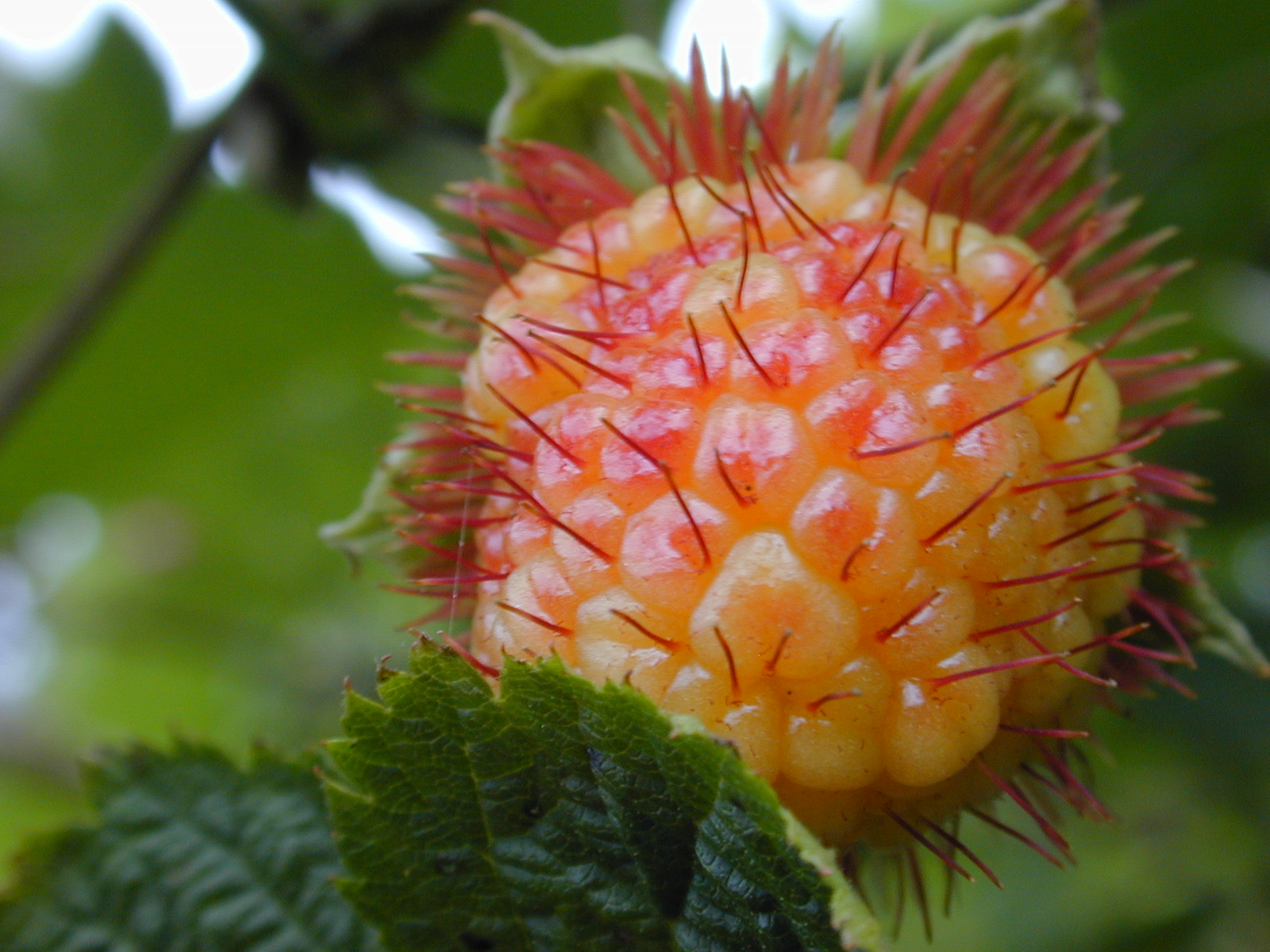
R. hawaiensis
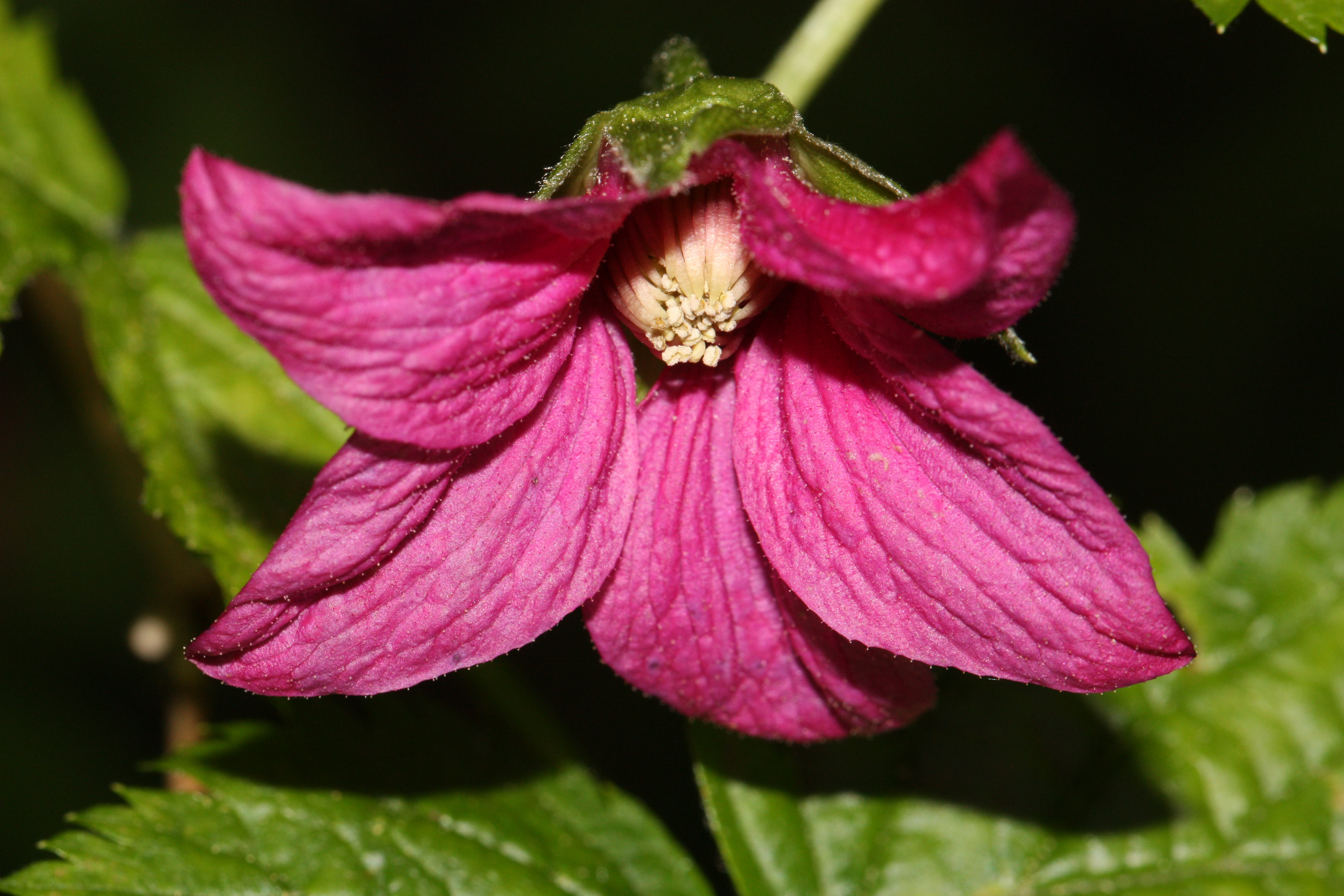
サーモンベリー R. spectabilis var. spectabilis
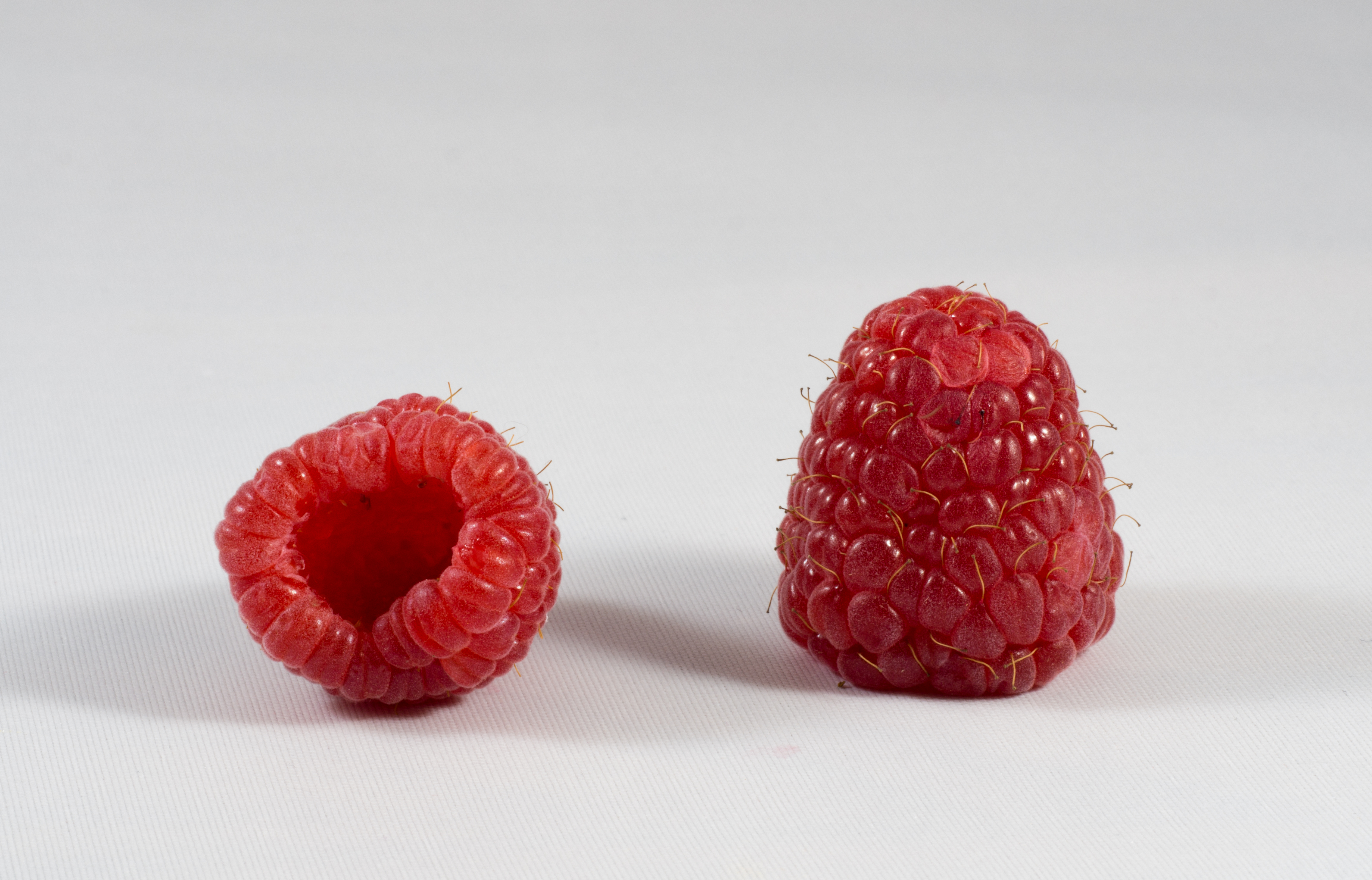
アメリカイチゴ 商業的に生産されたR. strigosusラズベリー
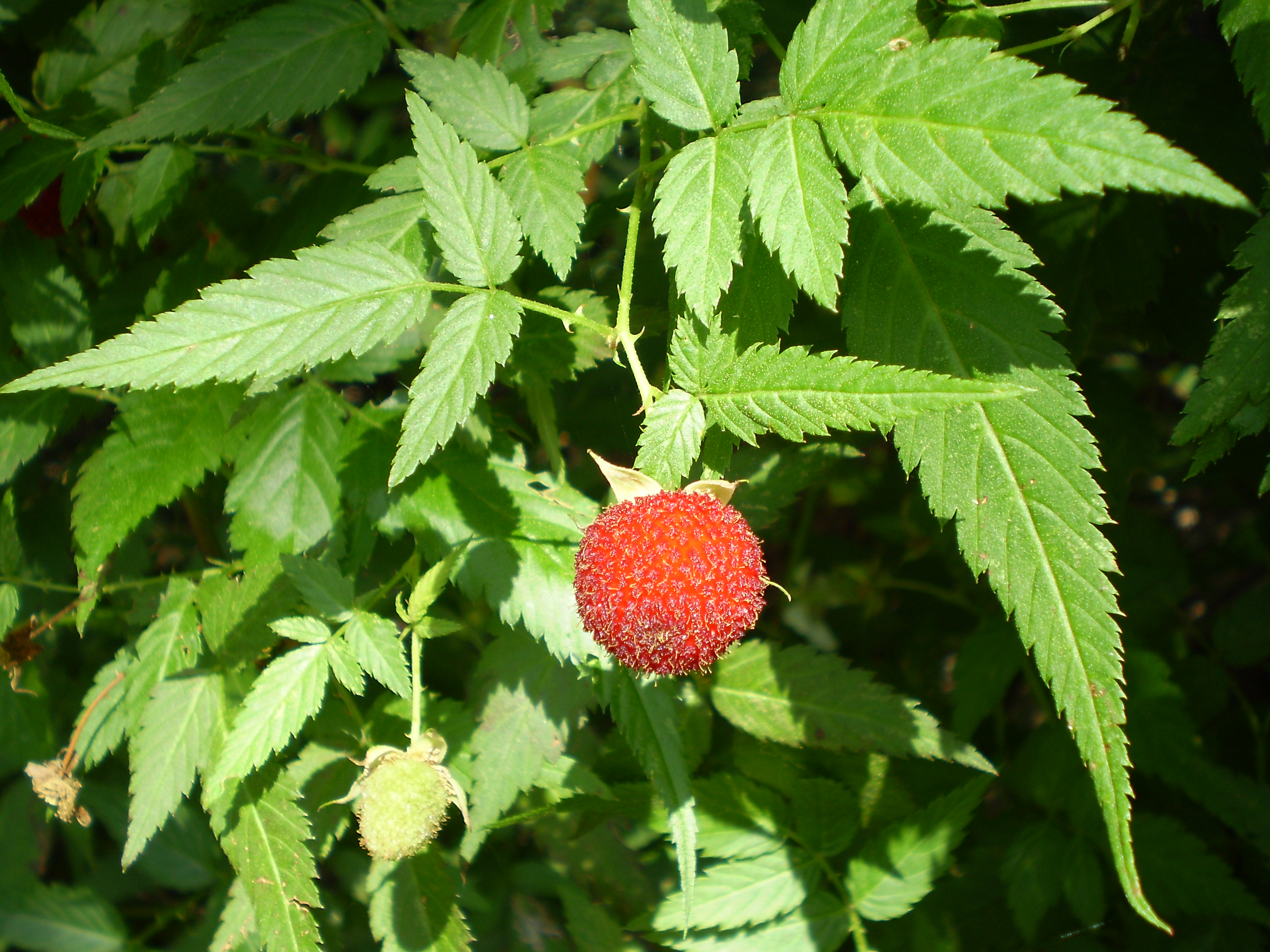
トキンイバラ R. rosifolius